# Řitonice
Řitonice település Csehországban, a Mladá Boleslav-i járásban. Řitonice Domousnice, Dolní Bousov és Petkovy településekkel határos. Lakosainak száma 90 fő (2024. január 1.).

## Népesség
A település lakosságának változását az alábbi diagram mutatja:
| Lakosok száma | 205  | 153  | 159  | 115  | 87   | 91   | 86   | 88   | 79   | 90   |
|               | 1869 | 1900 | 1921 | 1961 | 1980 | 2011 | 2016 | 2019 | 2021 | 2024 |